# 티타노곰포돈
티타노곰포돈(Titanogomphodon)은 트라이아스기 중기 나미비아 오미곤데 지층(Omingonde Formation)에서 발견된 키노돈트 중 하나이다. 현재는 티타노곰포돈 크레수스(Titanogomphodon crassus)라는 한 종만이 속해있다.

## 특징

### 신체적 특징
티타노곰포돈의 두개골 길이는 약 40xcm로 가장 가까운 친척인 디아데모돈보다 컸다.

### 트레버소돈과와의 유사성
이빨은 트레버소돈(Traversodon)의 이빨과 유사하지만 이는 수렴 진화의 결과일 것으로 추정된다.

## 식성
티타노곰포돈은 디아데모돈과에 속하는데 같은 디아데모돈과에 속하는 디아데모돈도 초삭성이므로 티타노곰포돈도 초식성으로 추정된다.